# Trichomonas gallinae
Trichomonas gallinae ist ein flagellentragender Einzeller, der als Parasit vor allem Tauben, aber auch andere Vögel, befällt. Während eine Infektion bei erwachsenen Tauben oft ohne Symptome verläuft, kann Trichomonas gallinae bei jungen Tieren und anderen Vogelarten auch tödliche Erkrankungen hervorrufen, die als Trichomonadose bezeichnet werden. So wurde die Art als Ursache des Grünfinkensterbens in Deutschland 2009 erkannt.

## Merkmale
Trichomonas gallinae ist ein länglicher, elliptischer bis birnenförmiger Einzeller mit Ausmaßen von 5 bis 19 mal 2 bis 9 µm. Wie alle Trichomonas-Arten besitzt er vier nach vorne gerichtete Geißeln und eine nach hinten gerichtete Schleppgeißel, die vollständig durch eine Membran mit dem Zellkörper verbunden ist.

## Nachweise
1. ↑  Parasit tötet Grünfinken. Zeit Online vom 29. Juli 2009.